# Candida (Pilze)
Candida ist eine Gattung der Pilze, deren Vertreter  hefeartig wachsen: Sie bilden rundliche bis eiförmige einzelne Zellen, die sich durch Knospung (Sprossung) vermehren (Sprosspilze, „Hefepilze“). Das bedeutet, neue Zellen werden durch Auswachsen und Abschnüren von Tochterzellen, sogenannter „Blastoconidien“, von einer Mutterzelle gebildet. Charakteristisch für die Gattung Candida ist, dass je nach Umweltbedingungen die durch Knospung entstandenen Tochterzellen kurz bleiben oder aber zu langen Zellen auswachsen. In der Regel werden bei höheren Sauerstoffkonzentrationen nur kurze hefeartige Zellen gebildet, bei niedrigen Sauerstoffkonzentrationen auch längere hyphenartige Zellen. Durch mehrfache Knospung einer Mutterzelle werden so einerseits Fäden (Hyphen) gebildet, die sich an den Zellgrenzen verzweigen, so dass ein mycelartiges Gebilde entsteht, ein sogenanntes Pseudomycel. Andererseits werden an den Enden der hyphenartigen Zellen teils neben einer weiteren langen hyphenartigen Zelle auch noch mehrere rundliche bis ovale, also hefeartige Zellen gebildet. Candida-Arten bilden keine Sporen, sie sind „asporogen“.

## Arten
Zur Gattung Candida gehören etwa 150 Arten. Candida-Arten wachsen im Labor als große, runde, weiße oder cremefarbene (albicans bedeutet „weißlich“) Kolonie auf Agarplatten.
Einige Candida-Arten sind als Symbionten ein normaler Bestandteil der Darmflora von Wirbeltieren und Insekten. Einige Arten sind krankheitserregend (pathogen), sie sind Erreger von Mykosen bei Menschen und Tieren, hier als Candidosen bezeichnet. Besonders trifft dies auf die Art Candida albicans zu. Candidosen werden mit Antimykotika behandelt.
Die bedeutendste Art der Gattung Candida ist Candida albicans, eine weitere Candida-Spezies ist Candida dubliniensis, die in einigen Fällen opportunistische Infektionskrankheiten bei HIV-positiven Patienten verursacht.
Harmlose Candida
- Candida robusta Diddens & Lodder – Backhefe, veraltet für syn. Saccharomyces cerevisiae Hansen, 1883[3]
- Candida boidinii – eine methylotrophe Hefeart, d. h., sie ist zum Wachstum mit Methanol-Oxidation als Energiequelle und Methanol als Kohlenstoffquelle fähig.[4][5][6]
- Candida utilis – spielt bei der Herstellung von Kefir eine Rolle (veraltete Syn.: Torulopsis utilis, Torula utilis)
- Candida kefyr – (veraltetes) Syn. für die sexuelle Form (Teleomorph) von Kluyveromyces marxianus

Mehrere Arten sind potentielle Krankheitserreger (pathogene Candida, „Hefen“):
- Candida albicans (C.P.Robin) Berkhout
- Candida auris – 2009 im Ohr einer Japanerin nachgewiesen, 2018 erstmals in Österreich, resistent gegen viele Antimykotika, gefährlich[9]
- Candida blankii
- Candida stellatoidea[10]
- Candida dubliniensis Sullivan u. a.
- Candida famata[11]
- Candida glabrata (H.W.Anderson) S.A.Mey. & Yarrow
- Candida guilliermondii

- Candida krusei (Castell.) Berkhout
- Candida lusitaniae Uden & Carmo Souza
- Candida parapsilosis (Ashford) Langeron & Talice
- Candida tropicalis (Castell.) Berkhout

Eine Art wird als Fungizid gegen Fruchtfäule eingesetzt:
- Candida oleophila[12]

## Candidaals Krankheitserreger beim Menschen
Von der großen Zahl der Candida-Arten tritt nur eine begrenzte Anzahl als Krankheitserreger beim Menschen in Erscheinung. Diese sind fakultative oder opportunistische Krankheitserreger, d. h. das entsprechende Krankheitsbild einer Infektion kann sich nur bei Vorhandensein bestimmter krankheitsbegünstigender Umstände entwickeln. Meistens handelt es sich um Patienten mit geschwächter Immunabwehr, z. B. Patienten mit Erkrankungen des blutbildenden Systems, Patienten unter Chemotherapie oder dauerhafter Cortisontherapie, unbehandelte HIV-Patienten oder Patienten mit schlecht eingestelltem Diabetes mellitus. Auch eine dauerhafte antibakterielle Antibiotikatherapie kann das Heranwachsen von Candida-Pilzen begünstigen.
Der häufigste Erreger ist Candida albicans und alle anderen werden auch unter dem Überbegriff „Non-albicans-Candida-Arten“ zusammengefasst. Hierzu zählen hauptsächlich Candida tropicalis, Candida glabrata, Candida parapsilosis und Candida krusei, seltener Candida guilliermondii, Candida dubliniensis, Candida sake, Candida rugosa, Candida stellatoidea, Candida famata, Candida norvegensis, Candida inconspicua, Candida pelliculosa, Candida lipolytica, Candida pulcherrima, Candida intermedia, Candida curvata, Candida fermentati, Candida viswanathii, Candida zeylanoides, Candida auris.
Invasive Candida-Infektionen  entstehen in der Regel als endogene Infektionen, bei bereits bestehender Kolonisation der normalen Haut oder Schleimhaut. Im Rahmen medizinischer Behandlungen können sie auch durch exogene Infektion, z. B. über zentralvenöse Katheter, entstehen.